# 1395 w polityce

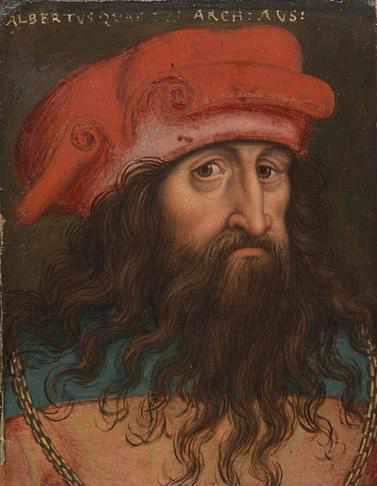
Albrecht IV Habsburg

Wydarzenia polityczne w 1395 roku.

## Wydarzenia
- 15 kwietnia - decydujące zwycięstwo wojsk Timura nas siłami Tochtamysza w bitwie nad rzeką Terek[1].
- Albrecht IV Habsburg dziedziczy tron Austrii po swoim ojcu, Albrechcie III[2].

## Urodzili się
- John Holland drugi książę Exeter, angielski dowódca z czasów Wojny stuletniej[3].

## Zmarli
- Królewicz Marko, serbski władca[4].
- 29 sierpnia Albrecht III Habsburg, książę Austrii[2].